# Szczyty-Nowodwory
Szczyty-Nowodwory (dodatkowa nazwa w języku białoruskim Шчыты-Новодворы) – wieś w Polsce położona w województwie podlaskim, w powiecie bielskim, w gminie Orla.
W latach 1975–1998 miejscowość administracyjnie należała do województwa białostockiego.
Prawosławni mieszkańcy wsi należą do parafii Ścięcia Głowy św. Jana Chrzciciela w Szczytach-Dzięciołowie, a wierni kościoła rzymskokatolickiego do parafii Najświętszej Opatrzności Bożej w Bielsku Podlaskim.

## Demografia
Według Powszechnego Spisu Ludności z 1921 roku wieś zamieszkiwały 323 osoby, wśród których 23 było wyznania rzymskokatolickiego, 290 prawosławnego, a 10 mojżeszowego. Jednocześnie 43 mieszkańców zadeklarowało polską przynależność narodową, a 280 białoruską. Było tu 67 budynków mieszkalnych.

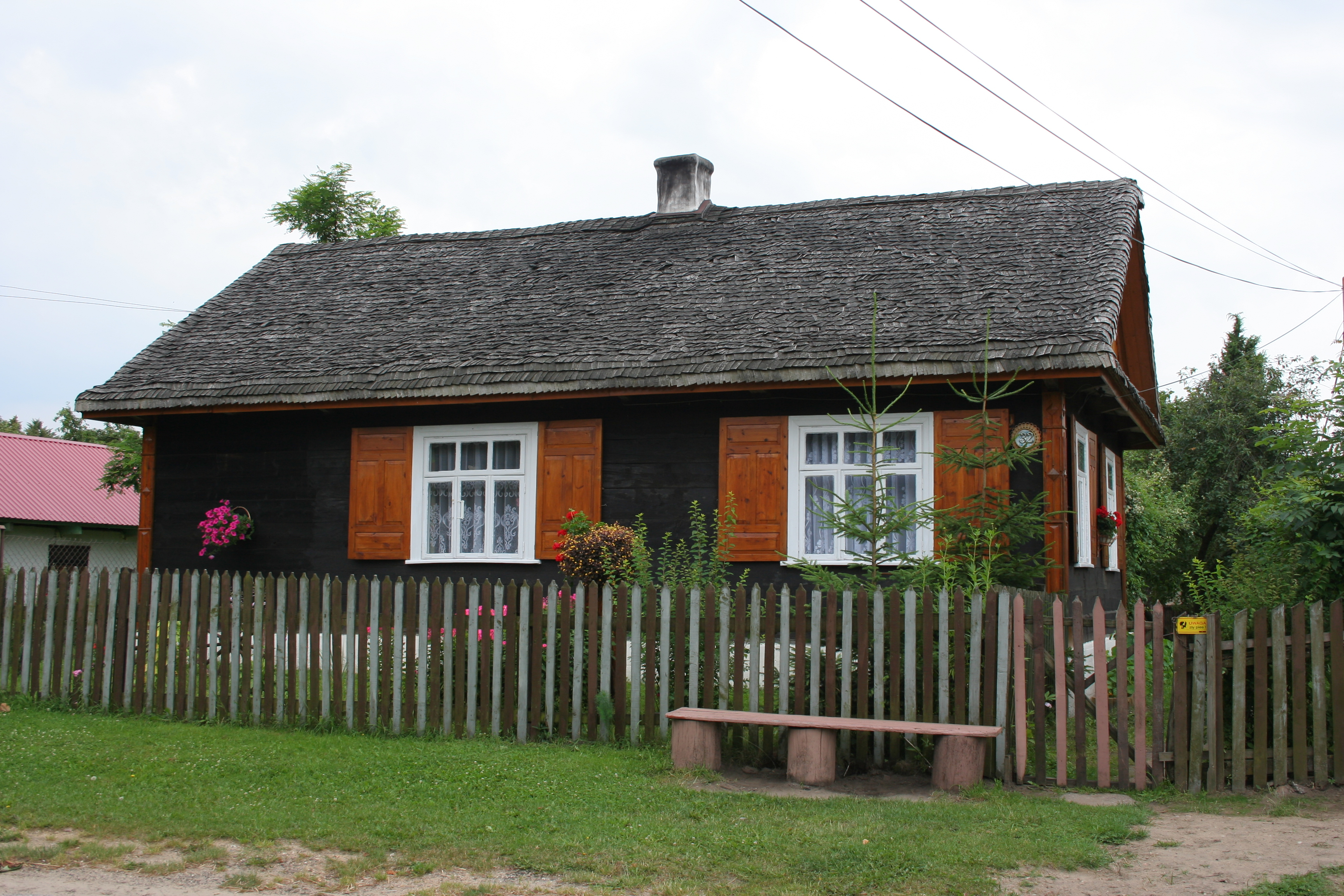
Dom w Szczytach-Nowodworach

## Dwór w Szczytach-Nowodworach
Drewniany dwór w stylu barokowym został wybudowany przez Antoniego Wiewiórskiego na przełomie XVIII/XIX wieku. W 1737 roku majątek na terenie którego znajdowała się wieś kupił hetman Jan Klemens Branicki, który nadał go pułkownikowi przedniej straży wojsk koronnych Andrzejowi Węgierskiemu. Jego syn Jan Walenty Węgierski herbu Wieniawa w 1796 roku przekazał te dobra usynowionemu przez siebie Antoniemu Wiewiórskiemu, który wybudował istniejący do dziś drewniany dwór. Po nim dwór odziedziczył jego syn Karol, a następnie Stefan, który sprzedał dwór w 1879 roku swojemu krewnemu Józefowi Antoniemu Wiewiórowskiemu posiadającemu Dzięciołowo. Przed II Wojną światową z dworem związani byli spadkobiercy Wiewiórskich. Po zajęciu Białostocczyzny przez ZSRR po 17 września 1939 roku mieszkańcy dworu zostali zesłani na Syberię. Po powrocie części z nich do dworu, ich potomkowie zamieszkują go do dziś.
Drewniany parterowy dwór zbudowano prawdopodobnie w 1 poł. XIX w. Dwór założono na planie prostokąta, fasadę wyróżnia trójosiowy ganek mieszczący główne wejście. Poddasze ma charakter użytkowy. Powyżej ganku widoczna jest facjatka. Dwór nakryty jest czterospadowym dachem. Ganek zdobi niewielki, wycięty w drewnie gzyms, w postaci wzoru przeplatających się półokręgów. Elewacje główna i ogrodowa są symetryczne, posiadają po jedenaście osi. Okna posiadają prostokątne, profilowane opaski i okiennice. Zachował się relikt parku. Dwór został wpisany do rejestru zabytków pod numerem 394 decyzją z dnia 30.03.1977 r.